# Shiren Chuchai le
Shiren Chuchai le (xinès simplificat: 诗人出差了, pinyin: Shīrén Chūchāi le, literalment 'el Poeta se'n va en viatge de negocis'), comercialitzada internacionalment com Poet on a Business Trip, és una pel·lícula documental xinesa del 2015 dirigida, escrita i fotografiada per Ju Anqi. Filmada originalment en color però editada en blanc i negre, segueix un poeta mentre viatja per la Regió Autònoma Uigur de Xinjiang per escriure una sèrie de 16 poemes.
Va fer la seva estrena mundial al Festival Internacional de Cinema de Rotterdam de 2015 i la seva estrena asiàtica al 16è Festival Internacional de Cinema de Jeonju, guanyant el premi NETPAC i el gran premi de la Competició Internacional, respectivament.

## Sinopsi
El poeta Shu parteix en un viatge de negocis per tota la província de Xinjiang, fent autoestop i fent-se amistat amb la població uigur local. Al llarg del camí compon 16 poemes que capturen sardònicament el seu viatge.

## Producció
L'any 2002, el director Ju i l'actor i poeta xinès Shu (que va interpretar el personatge principal) van agafar un tren des de Beijing fins a la Regió Autònoma Uigur de Xinjiang, a 4000 quilòmetres de distància. En condicions inhòspites i empobrides, els dos van començar a gravar la seva aventura en un viatge de 40 dies per tot Xinjiang. Una disputa durant una dècada entre Ju i Shu va posar el projecte en suspens. No va ser fins al 2013 que Ju va començar a editar el material i el va acabar el 2014.

## Recepció
Shi ren chu chai le va ser elogiada pel membre del jurat de la Competició Internacional del Festival Internacional de Cinema de Jeonju com a "simple, curiós, enginyós i, en definitiva, molt commovedor".
El Festival Internacional de Cinema de Rotterdam va assenyalar que Shi ren chu chai le "també és un document històric que traspua una atmosfera de pèrdua, que ofereix una visió poc sentimental però malenconiosa d'un país en transició i un mirall de la irreversibilitat existencial de temps."
ZagrebDox va escriure: "Aquesta pel·lícula poètica, provocadora i bella és premiada (Millor pel·lícula) pel seu poder i per la seva habilitat per connectar les veritats socials inesperades amb una presentació emocionant de l'art i dels problemes personals."

## Premis i nominacions
| Any  | Premi                                                 | Categoria                               | Receptor                | Resultat  |
| ---- | ----------------------------------------------------- | --------------------------------------- | ----------------------- | --------- |
| 2015 | 43è Festival Internacional de Cinema de Rotterdam     | NETPAC Award (Best Asian Film)          | Poet on a Business Trip | Guanyador |
| 2015 | 16è Festival Internacional de Cinema de Jeonju        | Grand Prize (International Competition) | Poet on a Business Trip | Guanyador |
| 2016 | 12è ZagrebDox International Documentary Film Festival | Best Film (International Competition)   | Poet on a Business Trip | Guanyador |